# Église Saint-Pierre de Rossillon
Pour les articles homonymes, voir Église Saint-Pierre.
L'église Saint-Pierre est une église catholique située à Rossillon, dans le département de l'Ain, en France.

## Protection
L'église Saint-Pierre fait l’objet d’une inscription au titre des monuments historiques depuis 1939.